# Кобылинская (Шенкурский район)
Кобылинская — деревня в Шенкурском районе Архангельской области. Входит в состав муниципального образования «Шеговарское».

## География
Деревня расположена в южной части Архангельской области, в таёжной зоне, в пределах северной части Русской равнины, в 30 километрах на север от города Шенкурска, на правом берегу реки Ледь, притока Вага. Ближайшие населённые пункты: на севере деревня Чушевская.
Часовой пояс
Кобылинская, как и вся Архангельская область, находится в часовой зоне МСК (московское время). Смещение применяемого времени относительно UTC составляет +3:00.

## Население
| 2002 | 2010 | 2012 |
| ---- | ---- | ---- |
| 5    | ↘2   | ↗4   |

## История
Указана в «Списке населенных мест Архангельской губернии к 1905 году» как деревня Кобылинская (Загорочье). Насчитывала 11 дворов, 35 мужчин и 34 женщины. В административном отношении деревня входила в состав Предтеченского сельского общества Предтеченской волости Шенкурского уезда Архангельской губернии.
На 1 мая 1922 года в поселении 11 дворов, 34 мужчины и 38 женщин.